# Canada Southern Railway

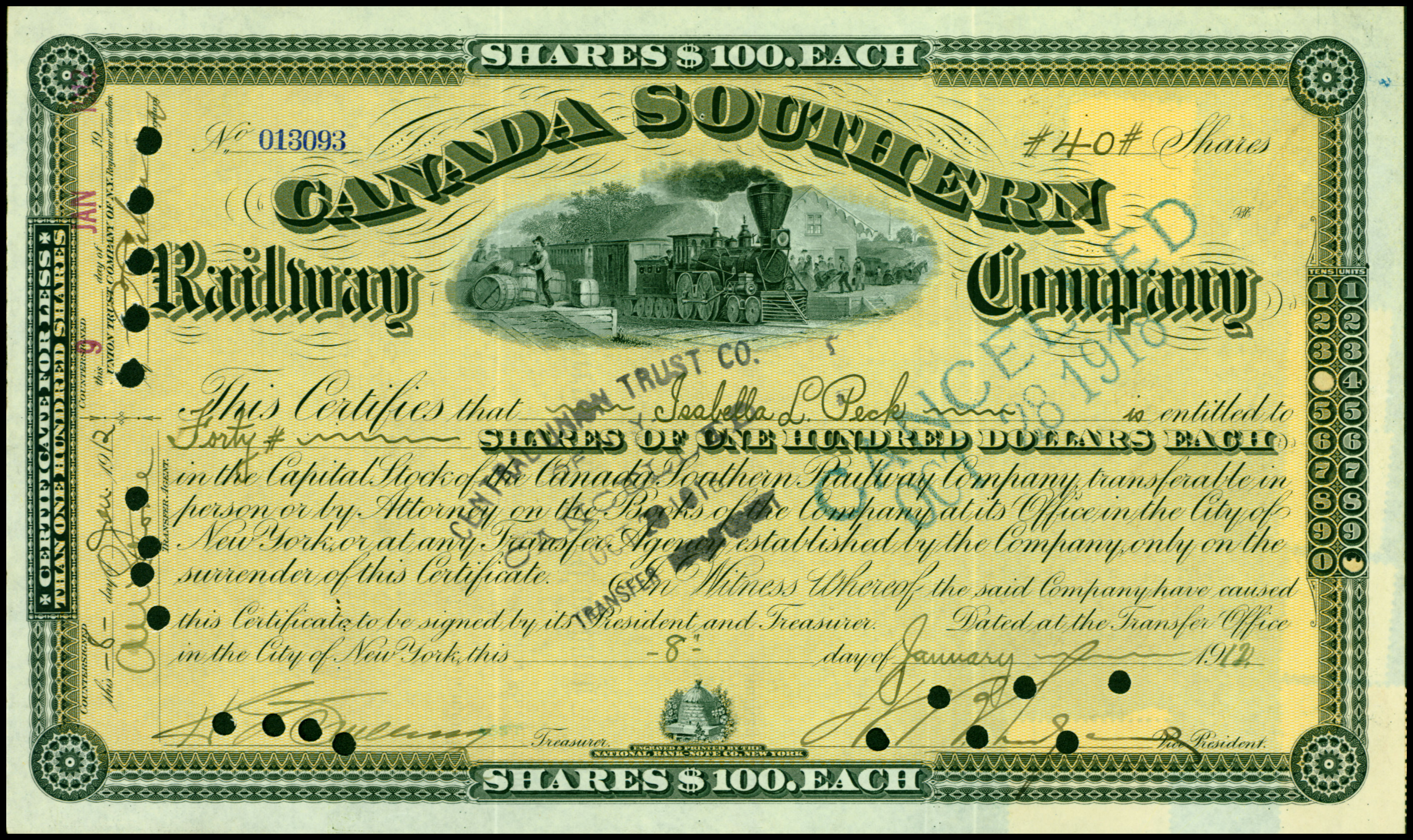
Action de la Canada Southern Railway Company en date du 8 janvier 1912

Le  Canada Southern Railway  (CASO, Compagnie de chemin de fer du Sud du Canada) est une ancienne compagnie de chemin de fer du sud de l’Ontario.  Elle était utilisée comme raccourci en Ontario pour le New York Central. Elle servait pour « l'acheminement du courrier urgent, pour les express et les trains de marchandises ainsi que pour les trains locaux et les embranchements qui desservaient les collectivités de l'Ontario », entre Windsor/Détroit et Fort Érié/Buffalo. La longueur de chemin de fer était environ 400 km .